# Carl Martin Rosenberg
Carl Martin Rosenberg, född 3 mars 1843 i Västra Karups församling, Kristianstads län, död 30 mars 1915 i Sankt Matteus församling, Stockholm, var en svensk bokhandlare och skriftställare. 

## Biografi

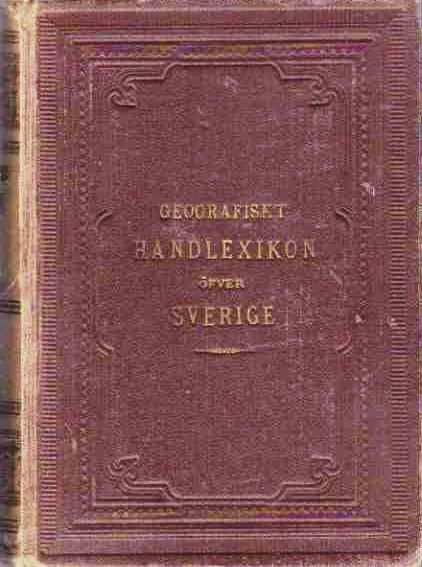
Geografiskt-statistiskt handlexikon öfver Sverige.

Han var son till riksdagsmannen Sven Rosenberg och bror till kemisten Johan Olof Rosenberg. Han blev student vid Lunds universitet 1862 och avlade hovrättsexamen där 1866. Rosenberg var extra stadsfiskal i Stockholm 1866–1867, extraordinarie amanuens vid Kungliga biblioteket 1866–1873, bankbokhållare i Landskrona 1873–1875 och tillförordnad bankkamrer i Vänersborg 1876–1877. Efter anställning som medarbetare i Aftonbladet 1877–1884 och i Svenska Dagbladet 1884–1891 innehade han 1892–1903 antikvariat i Stockholm. Därjämte var han 1898–1910 anställd i Klemmings antikvariat.
Han gav 1881–1883 ut Geografiskt-Statistiskt Handlexikon öfver Sverige. Verket innehåller 2 300 sidor med cirka 70 000 artiklar om byar, gårdar, socknar, städer, län, landskap, sjöar, vattendrag, härader, stift med mera. Verket omnämns ibland som Rosenberg. En faksimilutgåva utkom 1982; från 1993 och 2005 finns verket även tillgängligt som CD-skiva. Han utgav 1882 den omfångsrika Sveriges ecklesiastikmatrikel, dit han kunde överföra åtskilliga uppgifter från sitt lexikon.